# 截形花鮨
截形花鮨（学名：Anthias truncatus）为鮨科花鮨属的鱼类。分布于台湾恒春等。该物种的模式产地在琉球群岛。

## 扩展阅读
維基物種上的相關：截形花鮨